# Euplassa cantareirae
Euplassa cantareirae là một loài thực vật có hoa trong họ Quắn hoa. Loài này được Sleumer miêu tả khoa học đầu tiên năm 1954.